# سفر به دهلی
«سفر به دهلی» (انگلیسی: Delhi Safari) انیمیشن ساخت کشور هند است که در سال ۲۰۱۲ منتشر شد. از بازیگران آن می‌توان به گوویندا، سونیل شتی، بومان ایرانی و اورمیلا ماتوندکار اشاره کرد.

## موضوع انیمیشن
گروهی از حیوانات جنگل تصمیم می‌گیرند برای اینکه محیط زندگی خود را حفظ کنند به دهلی سفر کنند و از مسئولین پارلمان بپرسند که چرا محل زندگی آن‌ها در آستانه نابودی قرار گرفته‌است.